# Igești, Vaslui
Igești este un sat în comuna Blăgești din județul Vaslui, Moldova, România. Se află în partea de sud-est a județului, în Depresiunea Elanului. La recensământul din 2002 avea o populație de 336 locuitori.